# Incendies de forêt aux États-Unis de 2020

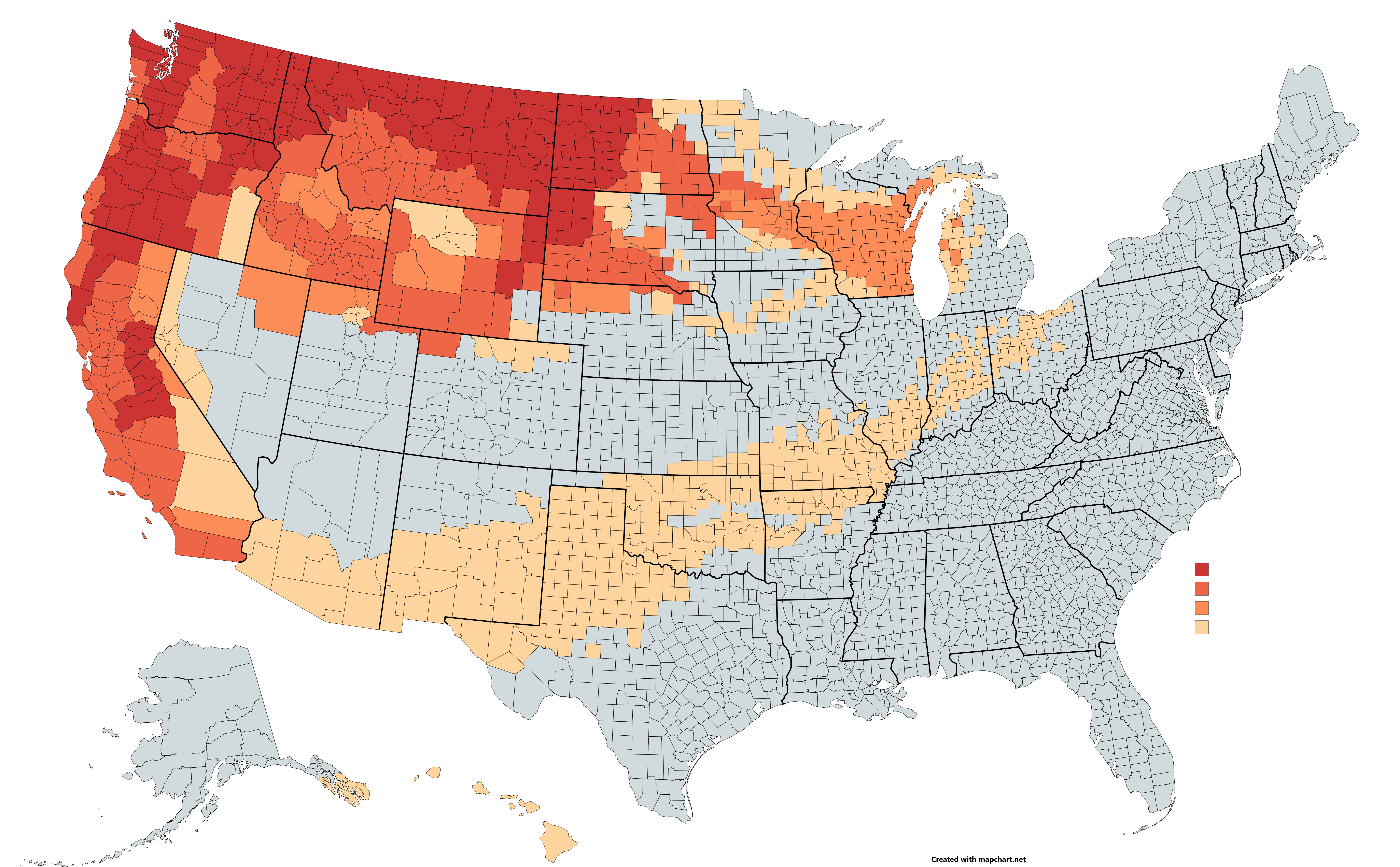
Densité des fumées sur base des données du 13 septembre 2020.

Les incendies de forêt aux États-Unis de 2020 est une série de feu de forêt majeurs dans les États de Californie, de l'Oregon, de l'État de Washington et de l'Arizona. Les incendies ont initialement commencé dans le sud de la Californie en raison de l'air sec en mai 2020, se propageant progressivement vers le nord et se développant dans la région en juin et juillet.

## Évolution
En août, plusieurs sources distinctes ont brûlé plus de 3 000 kilomètres carrés en Californie. L'humidité de l'ouragan Elida (en) et de la tempête tropicale Fausto (en) ont provoqué de violents orages avec des éclairs fréquents, déclenchant des incendies par la foudre. En septembre, des incendies ont éclaté dans l'Oregon et à l'État de Washington. Les incendies ont tué 35 personnes (au 14 septembre 2020) et brûlé une superficie d'environ 15 000 km2.
En Californie, la détérioration de la qualité de l'air due aux incendies a provoqué la mort de 3 000 personnes selon une étude de l’université Stanford.

## Évacuation
Plus de 500 000 personnes de l'État de l’Oregon, soit 10 % de la population de l'État, ont reçu l'ordre d'évacuer leurs domiciles le 11 septembre 2020 ou de se préparer à une évacuation.

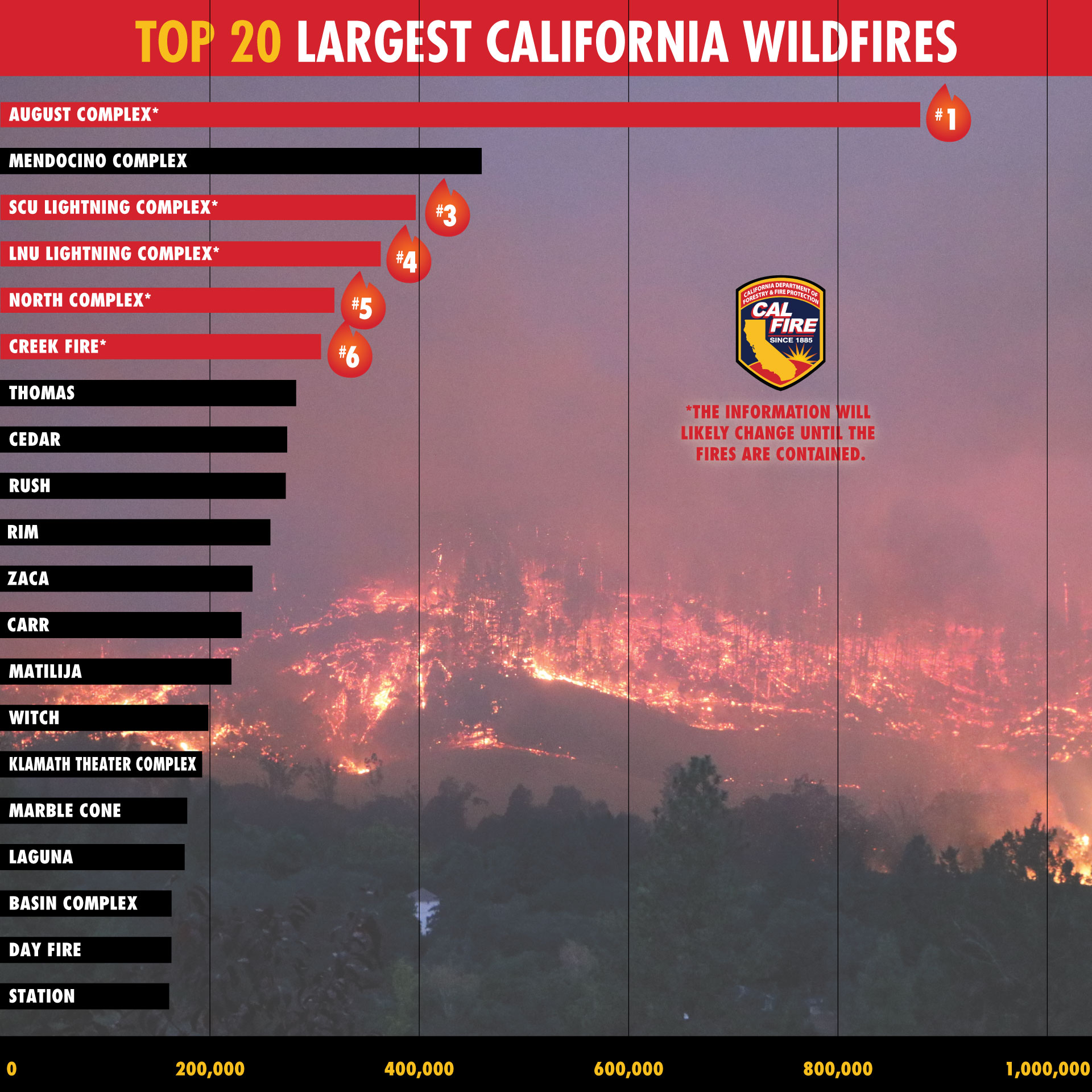
Cinq des vingt feux les plus étendus de l'histoire de la Californie ont eu lieu en 2020.
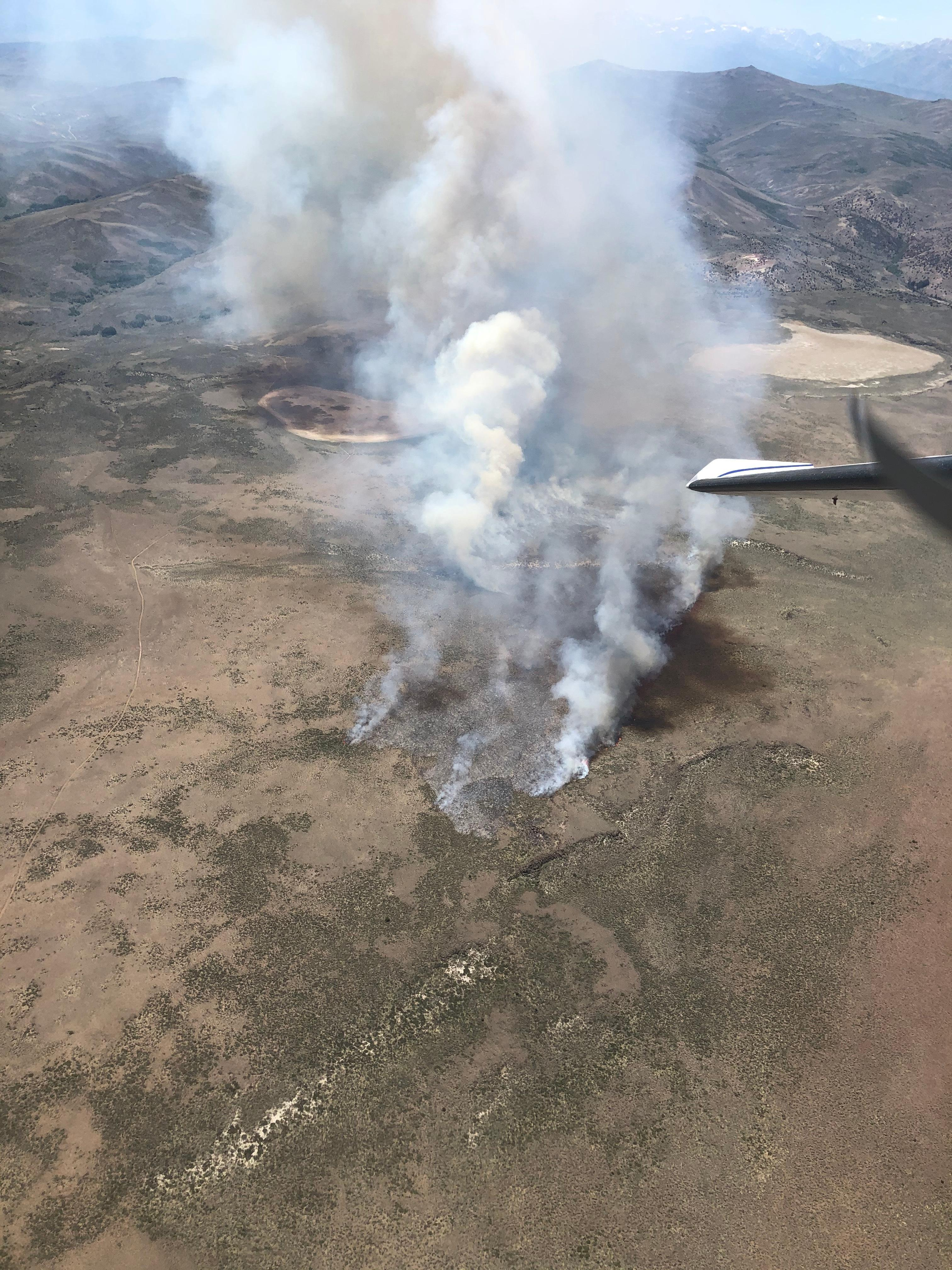
Incendie Aurora.
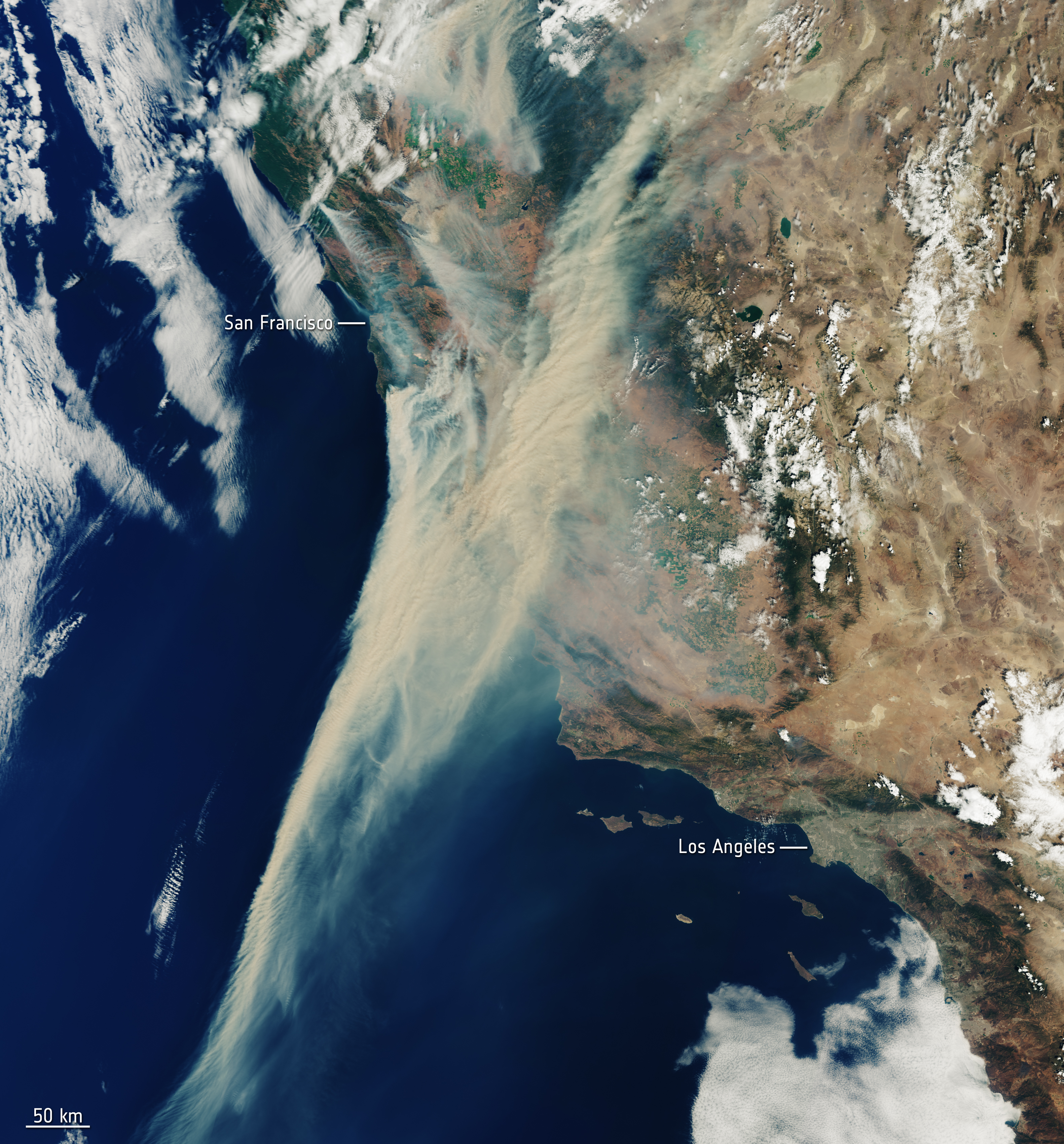
Image satellite du 19 août 2020 des incendies de forêt qui brûlent dans le nord de la Californie, couvrant une partie importante de la Californie et des États voisins.